# Ana de Châtillon

Stema Casei de Châtillon

Ana de Châtillon sau Agnès de Antiohia, cunoscută și sub numele de Agnès de Châtillon (n. 1154, Principatul de Antiohia – d. 1184, Székesfehérvár, Țările Coroanei Sfântului Ștefan, Ungaria), aparținând Casei de Châtillon, a fost regină a Ungariei ca soție a regelui Béla al III-lea, din 1172 până la sfârșitul vieții și mamă a regilor Imre și Andrei al II-lea ai Ungariei.

## Biografie
Ana de Châtillon s-a născut în anul 1154 ca fiică a lui Renaud de Châtillon și a soției sale, prințesa Constance a Antiohiei (1127–1163).
Tatăl Agnèsei a fost capturat de musulmani în noiembrie 1160 și a fost închis la Alep în următorii șaptesprezece ani fiind apoi executat de Saladin.
În 1170 Agnès a mers la Constantinopol, la sora sa, Maria, soția împăratului bizantin Manuel I Comnenul. La curtea imperială, Agnès a primit numele de Anna. Respectând dorința împăratului, Agnès s-a căsătorit cu prințul Béla, fiul regelui Géza al II-lea și frate al regelui Ștefan al III-lea, care primise, la curtea bizantină numele de Alexios. Prințul Béla rupsese, la cererea împăratului, logodna cu  Maria Comnena, fiica cea mare a împăratului Manuel I. Alexios era ostatic la curtea bizantină a bazileului Manuel I Comnenul. Alexios, în timpul cât a trăit în Constantinopol, și-a însușit cultura bizantiană. Manuel I Comnen nu avea fii la vremea respectivă, ci doar fiice și îl crescuse pe Béla ca pe urmașul său la tron.
Noua pereche a mers într-un pelerinaj la Ierusalim, unde a făcut o donație ordinului călugăresc ospitalier.
În cursul verii anului 1172, după moartea regelui Ștefan al III-lea al Ungariei, soțul Anei a devenit regele Ungariei sub numele Béla al III-lea, s-au mutat în Ungaria. În anul 1179 a ctitorit Mănăstirea cisterciană Igriș, o abație-filială a Mănăstirii cisterciene din Pontigny.

### Descendenți
Din căsătoria Anei cu regele Béla al III-lea au rezultat șase copii:
- Imre al Ungariei  (Emeric al Ungariei; 1174–1204), rege al Ungariei (1196–1204);[5]
- Margareta (1175–1223) s-a căsătorit în 1185 cu Isaac al II-lea Angelos, devenind împărăteasă bizantină;[5] în 1204 s-a căsătorit cu Bonifaciu I de Montferrat,[6] regele Thessalonicului,[5] apoi cu Nicolas de Saint-Omer;
- Andrei al II-lea (1176–1235),[5] rege al Ungariei (1205-1235);
- Solomon - mort în copilărie;
- István (Ștefan) - mort în copilărie;
- Constanța (1181–1240), regină prin căsătoria cu Ottokar I, regele Boemiei.[5]

### Sfârșitul vieții

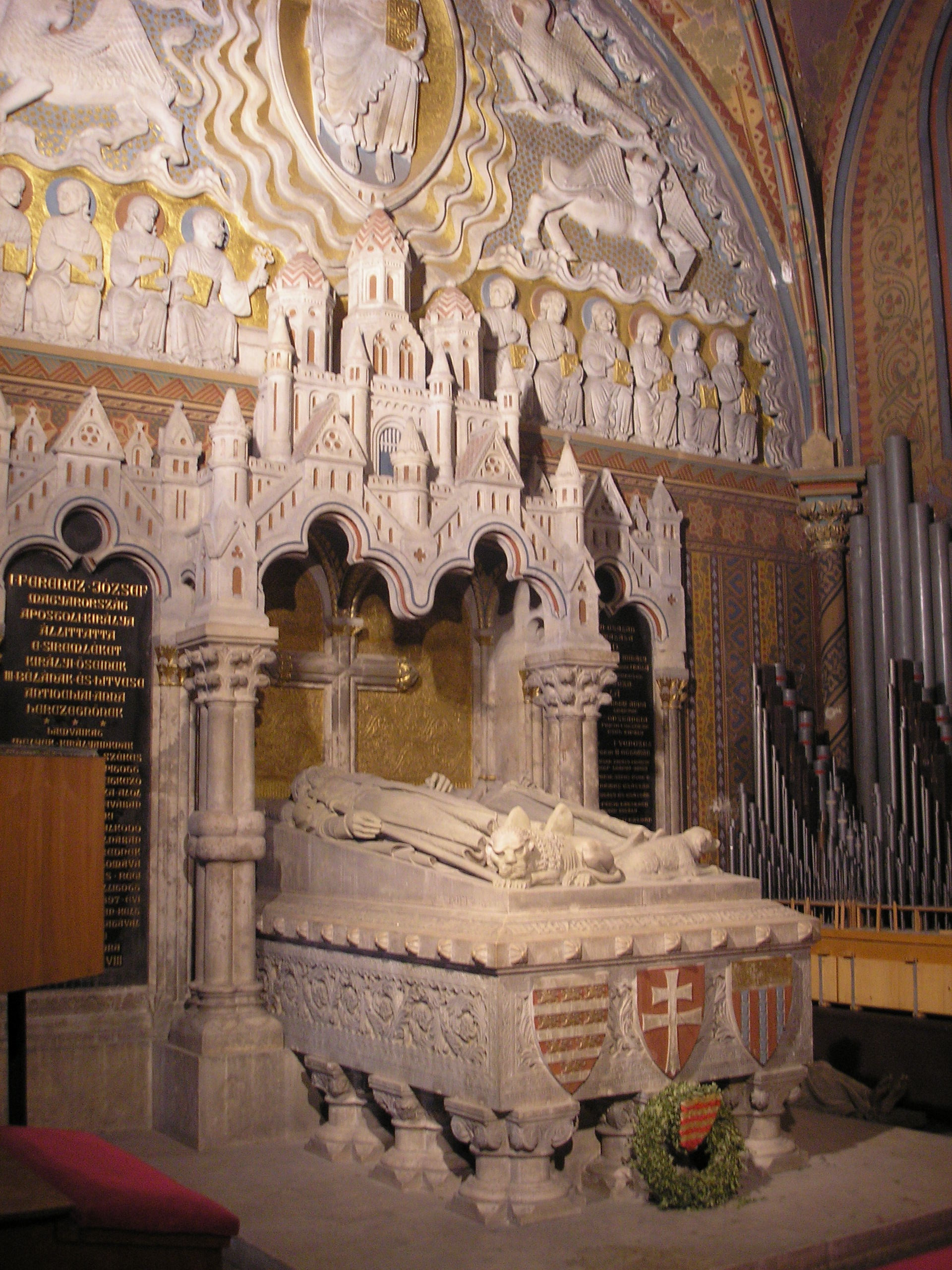
Sarcofagul Anei și al soțului ei (secolul al XIX-lea), în Biserica Mátyás, din Budapesta

Ana a murit în 1184, la vârsta de 30 de ani, și a fost înmormântată în orașul Székesfehérvár. În anul 1848 mormântul ei a fost deschis, iar rămășițele pământești ale reginei au fost transferate, alături de cele ale soțului ei, în Biserica Mátyás (în maghiară Mátyás-templom), din Buda, azi cartier al Budapestei, pe malul drept al Dunării.